# Ilse Heller-Lazard
Ilse Heller-Lazard (Ilse (Rosy) Lazard, født 3. august 1884 i Metz, Lothringen, Das deutsche Kaiserreich); død 10. januar 1934 i Paris) var en tysk-schweizisk maler.
Efter den af konventionen foreskrevne oplæring i husførelse modtog de to søstre Ilse og Louise 1904-06 den første private tegne- og maleundervisning i München.
I Dresden modtog Ilse Heller sammen med en kreds af yngre kvindelige kolleger undervisning af den tysk-lettiske maler Johann Walter-Kurau (1869-1932).
Efter farens død i 1927 var hendes økonomi så god, at hun kunne flytte til Paris og foretage inspirationsrejser i blandt andet Tyskland, Frankrig, Schweiz og Spanien.
1933 blev hun diagnosticeret med brystkræft og døde året efter.

 

| - Værker af Ilse Heller − efter år - Selvportræt Tegning, 1904 - Selvportræt Olie på pap, ca. 1910 - Landskab i Danmark Landschaft in Dänemark Werkkatalog Nr. 4, 1913 - Havet under et uvejr Meer bei Gewitter Werkkatalog Nr. 7, 1914 - Hus Haus in der Tiefe Werkkatalog Nr. 140, 1916 - Bro Brücke im Bau Werkkatalog Nr. 52, 1918 - Blomstrende æbletræ Blühender Apfelbaum Werkkatalog Nr. 53 - Peterskirken St. Peter Rom Werkkatalog Nr. 74 - Tage i Paris Dachlandschaft Paris Werkkatalog Nr. 106 - Landskab ved Tiberen Tiberlandschaft Werkkatalog Nr. 82 - Portræt af Maja Klauser(de) Werkkatalog Nr.136, 1933 |